# Chartres-de-Bretagne
 Chartres-de-Bretagne  es una población y comuna francesa, situada en la región de Bretaña, departamento de Ille y Vilaine, en el distrito de Rennes y cantón de Bruz.

## Demografía
| 1770 | 2076 | 3100 | 4869 | 5543 | 6467 |
| Para los censos de 1962 a 1999 la población legal corresponde a la población sin duplicidades (Fuente: INSEE [Consultar]) |      |      |      |      |      |